# Serie A1 w piłce siatkowej mężczyzn (2022/2023)
Serie A1 siatkarzy 2022/2023 – 78. sezon walki o mistrzostwo Włoch organizowany przez Lega Pallavolo Serie A pod egidą Włoskiego Związku Piłki Siatkowej (wł. Federazione Italiana Pallavolo, FIPAV).

## Drużyny uczestniczące
| \| \| Uczestnicy poprzednim sezonie \| \| \| \| --------------------------------------------------------------------------------------------------------------------------------------------------------------------------------- \| ----------------------------- \| -- \| --- \| \| LUB \| Cucine Lube Civitanova \| 1 \| LM \| \| PER \| Sir Safety Susa Perugia \| 2 \| LM \| \| TRE \| Itas Trentino \| 3 \| LM \| \| MOD \| Valsa Group Modena \| 4 \| CEV \| \| PIA \| Gas Sales Bluenergy Piacenza \| 5 \| CEV \| \| MIL \| Allianz Milano \| 6 \| \| \| MON \| Vero Volley Monza \| 7 \| \| \| CIS \| Top Volley Cisterna \| 8 \| \| \| WER \| WithU Werona \| 9 \| \| \| TAR \| Gioiella Prisma Taranto \| 10 \| \| \| PAD \| Pallavolo Padwa \| 11 \| \| \| \| Awans z Serie A2 \| \| \| \| SIE \| Emma Villas Aubay Siena \| 1 \| \| \| Oznaczenia: - kolumna pierwsza – skróty nazw drużyn wpisane na mapie (jeśli ta została zamieszczona), - kolumna trzecia – miejsce zajęte przez daną drużynę w poprzednim sezonie. \| \| \| \| |                               | LUBPERTREMODPIAMILMONCISWERTARPADSIE Lokalizacja klubów |     |
| | Uczestnicy poprzednim sezonie |                                                         |     |
| LUB | Cucine Lube Civitanova        | 1                                                       | LM  |
| PER | Sir Safety Susa Perugia       | 2                                                       | LM  |
| TRE | Itas Trentino                 | 3                                                       | LM  |
| MOD | Valsa Group Modena            | 4                                                       | CEV |
| PIA | Gas Sales Bluenergy Piacenza  | 5                                                       | CEV |
| MIL | Allianz Milano                | 6                                                       |     |
| MON | Vero Volley Monza             | 7                                                       |     |
| CIS | Top Volley Cisterna           | 8                                                       |     |
| WER | WithU Werona                  | 9                                                       |     |
| TAR | Gioiella Prisma Taranto       | 10                                                      |     |
| PAD | Pallavolo Padwa               | 11                                                      |     |
| | Awans z Serie A2              |                                                         |     |
| SIE | Emma Villas Aubay Siena       | 1                                                       |     |
| Oznaczenia: - kolumna pierwsza – skróty nazw drużyn wpisane na mapie (jeśli ta została zamieszczona), - kolumna trzecia – miejsce zajęte przez daną drużynę w poprzednim sezonie. |                               |                                                         |     |

## Hale sportowe
| Klub                         | Hala sportowa          | Liczba miejsc siedzących |
| ---------------------------- | ---------------------- | ------------------------ |
| Allianz Milano               | Allianz Cloud          | 5000                     |
| Cucine Lube Civitanova       | Eurosuole Forum        | 4200                     |
| Emma Villas Aubay Siena      | PalaEstra              | 5070                     |
| Gas Sales Bluenergy Piacenza | PalaBanca              | 3700                     |
| Gioiella Prisma Taranto      | PalaMazzola            | 5000                     |
| Itas Trentino                | BLM Group Arena        | 4360                     |
| Pallavolo Padwa              | Kioene Arena           | 3916                     |
| Sir Safety Susa Perugia      | Pala Barton            | 5300                     |
| Top Volley Cisterna          | Palazzetto dello Sport | 7047                     |
| Valsa Group Modena           | PalaPanini             | 5219                     |
| Vero Volley Monza            | Candy Arena            | 4500                     |
| WithU Werona                 | PalaOlimpia            | 5350                     |

## Trenerzy
| Klub                         | Pierwszy trener      | Narodowość | Drugi trener       | Narodowość |
| ---------------------------- | -------------------- | ---------- | ------------------ | ---------- |
| Allianz Milano               | Roberto Piazza       | Włochy     | Marco Camperi      | Włochy     |
| Cucine Lube Civitanova       | Gianlorenzo Blengini | Włochy     | Romano Giannini    | Włochy     |
| Emma Villas Aubay Siena      | Omar Fabian Pelillo  | Argentyna  | Simone Cruciani    | Włochy     |
| Gas Sales Bluenergy Piacenza | Massimo Botti        | Włochy     | Giuseppe Amoroso   | Włochy     |
| Gioiella Prisma Taranto      | Vincenzo Di Pinto    | Włochy     | Paolo Zambolin     | Włochy     |
| Itas Trentino                | Angelo Lorenzetti    | Włochy     | Francesco Petrella | Włochy     |
| Pallavolo Padwa              | Jacopo Cuttini       | Włochy     | Matteo Trolese     | Włochy     |
| Sir Safety Susa Perugia      | Andrea Anastasi      | Włochy     | Antonio Valentini  | Włochy     |
| Top Volley Cisterna          | Fabio Soli           | Włochy     | Roberto Cocconi    | Włochy     |
| Valsa Group Modena           | Andrea Giani         | Włochy     | Sebastian Carotti  | Włochy     |
| Vero Volley Monza            | Massimo Eccheli      | Włochy     | Giuseppe Ambrosio  | Włochy     |
| WithU Werona                 | Radostin Stojczew    | Bułgaria   | Dario Simoni       | Włochy     |

### Zmiany trenerów
| Klub                         | Były trener      | Narodowość | Data odejścia | Powód                                                                             | Nowy trener                     | Narodowość | Data przyjścia |       |
| ---------------------------- | ---------------- | ---------- | ------------- | --------------------------------------------------------------------------------- | ------------------------------- | ---------- | -------------- | ----- |
| Przed sezonem                |                  |            |               |                                                                                   |                                 |            |                |       |
| Sir Safety Susa Perugia      | Nikola Grbić     | Serbia     | 14.06.2022    | rozwiązanie kontraktu za porozumieniem stron                                      | Andrea Anastasi                 | Włochy     | 14.06.2022     | [ 1 ] |
| W trakcie sezonu             |                  |            |               |                                                                                   |                                 |            |                |       |
| Emma Villas Aubay Siena      | Paolo Montagnani | Włochy     | 09.12.2022    | niesatysfakcjonujący poziom gry zespołu oraz brak oczekiwanych wyników sportowych | Omar Fabian Pelillo (II trener) | Argentyna  | 09.12.2022     | [ 2 ] |
| Gas Sales Bluenergy Piacenza | Lorenzo Bernardi | Włochy     | 31.12.2022    | brak oczekiwanych wyników sportowych                                              | Massimo Botti (II trener)       | Włochy     | 31.12.2022     | [ 3 ] |

## Faza zasadnicza

### Tabela wyników
| Gospodarz \ Gość1            | LUB | PER | TRE | MOD | PIA | MIL | MON | CIS | WER | TAR | PAD | SIE |
| ---------------------------- | --- | --- | --- | --- | --- | --- | --- | --- | --- | --- | --- | --- |
| Cucine Lube Civitanova       | -   | 1:3 | 1:3 | 3:0 | 3:2 | 3:0 | 1:3 | 3:1 | 3:1 | 3:0 | 2:3 | 3:0 |
| Sir Safety Susa Perugia      | 3:0 | -   | 3:1 | 3:0 | 3:1 | 3:0 | 3:0 | 3:0 | 3:0 | 3:1 | 3:0 | 3:0 |
| Itas Trentino                | 2:3 | 2:3 | -   | 3:0 | 1:3 | 1:3 | 3:0 | 3:2 | 3:0 | 3:0 | 3:0 | 3:1 |
| Valsa Group Modena           | 3:0 | 1:3 | 1:3 | -   | 3:1 | 2:3 | 2:3 | 3:0 | 3:1 | 3:1 | 3:0 | 3:1 |
| Gas Sales Bluenergy Piacenza | 2:3 | 1:3 | 3:1 | 0:3 | -   | 3:1 | 1:3 | 3:0 | 2:3 | 3:2 | 3:1 | 1:3 |
| Allianz Milano               | 1:3 | 0:3 | 2:3 | 3:1 | 2:3 | -   | 1:3 | 0:3 | 0:3 | 3:0 | 3:1 | 3:0 |
| Vero Volley Monza            | 3:0 | 0:3 | 0:3 | 1:3 | 3:1 | 2:3 | -   | 3:2 | 1:3 | 3:1 | 2:3 | 3:0 |
| Top Volley Cisterna          | 3:0 | 1:3 | 3:2 | 1:3 | 3:0 | 3:1 | 1:3 | -   | 2:3 | 3:0 | 3:1 | 1:3 |
| WithU Werona                 | 3:2 | 0:3 | 3:2 | 3:2 | 1:3 | 3:0 | 3:0 | 3:1 | -   | 2:3 | 3:0 | 3:1 |
| Gioiella Prisma Taranto      | 0:3 | 0:3 | 0:3 | 1:3 | 0:3 | 1:3 | 3:0 | 2:3 | 3:0 | -   | 2:3 | 3:2 |
| Pallavolo Padwa              | 0:3 | 1:3 | 1:3 | 3:2 | 1:3 | 1:3 | 0:3 | 3:2 | 2:3 | 3:0 | -   | 3:0 |
| Emma Villas Aubay Siena      | 0:3 | 1:3 | 0:3 | 1:3 | 0:3 | 0:3 | 3:1 | 3:1 | 0:3 | 1:3 | 3:2 | -   |

Źródło:  (wł.)
1 Drużyna gospodarzy jest wymieniona po lewej stronie tabeli.
Kolory:
  zwycięstwo gospodarzy 3:0 lub 3:1
  zwycięstwo gospodarzy 3:2
  zwycięstwo gości 3:0 lub 3:1
  zwycięstwo gości 3:2

### Terminarz i wyniki[4]
| Data        | Godz. | Gospodarz                    | Rezultat                                       | Gość                         | Widzów | MVP                      |
| ----------- | ----- | ---------------------------- | ---------------------------------------------- | ---------------------------- | ------ | ------------------------ |
| 1. kolejka  |       |                              |                                                |                              |        |                          |
| 01.10.2022  | 19:00 | Gioiella Prisma Taranto      | 0:3 (23:25, 23:25, 21:25) raport               | Cucine Lube Civitanova       | 1324   | Ivan Zaytsev             |
| 01.10.2022  | 20:30 | Pallavolo Padwa              | 3:2 (25:22, 16:25, 25:17, 23:25, 15:11) raport | Valsa Group Modena           | 2055   | Ran Takahashi            |
| 02.10.2022  | 15:30 | Sir Safety Susa Perugia      | 3:0 (25:19, 25:21, 25:18) raport               | Vero Volley Monza            | 2698   | Ołeh Płotnycki           |
| 02.10.2022  | 18:00 | Allianz Milano               | 0:3 (22:25, 19:25, 23:25) raport               | Top Volley Cisterna          | 2009   | Petar Đirlić             |
| 02.10.2022  | 18:00 | Itas Trentino                | 3:1 (25:16, 25:21, 23:25, 25:17) raport        | Emma Villas Aubay Siena      | 2056   | Gabriele Laurenzano      |
| 02.10.2022  | 20:30 | Gas Sales Bluenergy Piacenza | 2:3 (20:25, 25:23, 25:23, 20:25, 22:24) raport | WithU Werona                 | 1854   | Luca Spirito             |
| 2. kolejka  |       |                              |                                                |                              |        |                          |
| 08.10.2022  | 18:00 | Vero Volley Monza            | 2:3 (25:23, 25:23, 20:25, 23:25, 11:15) raport | Allianz Milano               | 2251   | Osniel Melgarejo         |
| 08.10.2022  | 20:30 | WithU Werona                 | 3:2 (23:25, 27:25, 25:20, 28:30, 17:15) raport | Itas Trentino                | 3145   | Maksim Sapożkow          |
| 09.10.2022  | 16:00 | Top Volley Cisterna          | 3:0 (25:20, 25:16, 28:26) raport               | Gioiella Prisma Taranto      | 981    | Petar Đirlić             |
| 09.10.2022  | 18:00 | Emma Villas Aubay Siena      | 1:3 (19:25, 25:20, 21:25, 19:25) raport        | Sir Safety Susa Perugia      | 2054   | Ołeh Płotnycki           |
| 09.10.2022  | 20:30 | Valsa Group Modena           | 3:1 (25:21, 15:25, 25:22, 25:23) raport        | Gas Sales Bluenergy Piacenza | 3259   | Adis Lagumdzija          |
| 09.10.2022  | 20:30 | Cucine Lube Civitanova       | 2:3 (23:25, 25:20, 20:25, 25:16, 12:15) raport | Pallavolo Padwa              | 1797   | Ran Takahashi            |
| 3. kolejka  |       |                              |                                                |                              |        |                          |
| 15.10.2022  | 20:30 | Sir Safety Susa Perugia      | 3:0 (25:22, 25:14, 25:20) raport               | WithU Werona                 | 2582   | Kamil Semeniuk           |
| 16.10.2022  | 15:30 | Allianz Milano               | 3:0 (25:18, 29:27, 25:17) raport               | Emma Villas Aubay Siena      | 1887   | Jean Patry               |
| 16.10.2022  | 18:00 | Cucine Lube Civitanova       | 3:0 (25:21, 25:13, 25:19) raport               | Valsa Group Modena           | 2135   | Luciano De Cecco         |
| 16.10.2022  | 18:00 | Gioiella Prisma Taranto      | 3:0 (25:23, 25:16, 25:19) raport               | Vero Volley Monza            |        | Eric Loeppky             |
| 16.10.2022  | 20:30 | Gas Sales Bluenergy Piacenza | 3:1 (23:25, 25:18, 25:22, 25:22) raport        | Itas Trentino                | 3233   | Yuri Romanò              |
| 16.10.2022  | 20:30 | Top Volley Cisterna          | 3:1 (25:19, 31:33, 25:20, 25:15) raport        | Pallavolo Padwa              |        | Michele Baranowicz       |
| 4. kolejka  |       |                              |                                                |                              |        |                          |
| 22.10.2022  | 18:00 | WithU Werona                 | 2:3 (25:17, 17:25, 25:23, 22:25, 13:15) raport | Gioiella Prisma Taranto      |        | Marco Falaschi           |
| 22.10.2022  | 20:30 | Emma Villas Aubay Siena      | 0:3 (12:25, 19:25, 22:25) raport               | Gas Sales Bluenergy Piacenza |        | Yuri Romanò              |
| 23.10.2022  | 15:30 | Valsa Group Modena           | 2:3 (26:24, 21:25, 25:21, 23:25, 14:16) raport | Allianz Milano               |        | Jean Patry               |
| 23.10.2022  | 18:00 | Vero Volley Monza            | 3:0 (25:20, 25:23, 25:12) raport               | Cucine Lube Civitanova       | 2425   | Stephen Maar             |
| 23.10.2022  | 18:00 | Pallavolo Padwa              | 1:3 (25:21, 12:25, 19:25, 18:25) raport        | Sir Safety Susa Perugia      |        | Sebastián Solé           |
| 23.10.2022  | 18:00 | Itas Trentino                | 3:2 (20:25, 25:18, 35:33, 21:25, 15:13) raport | Top Volley Cisterna          | 2355   | Matej Kazijski           |
| 5. kolejka  |       |                              |                                                |                              |        |                          |
| 20.10.2022  | 20:30 | Itas Trentino                | 2:3 (25:17, 25:20, 22:25, 30:32, 13:15) raport | Cucine Lube Civitanova       | 2712   | Luciano De Cecco         |
| 29.10.2022  | 18:00 | Top Volley Cisterna          | 1:3 (25:21, 23:25, 25:27, 25:27) raport        | Emma Villas Aubay Siena      | 1205   | Giulio Pinali            |
| 30.10.2022  | 15:30 | Gas Sales Bluenergy Piacenza | 1:3 (23:25, 25:18, 24:26, 18:25) raport        | Vero Volley Monza            | 2219   | Georg Grozer             |
| 30.10.2022  | 18:00 | Allianz Milano               | 0:3 (20:25, 22:25, 23:25) raport               | WithU Werona                 | 2709   | Rok Možič                |
| 30.10.2022  | 18:00 | Gioiella Prisma Taranto      | 2:3 (25:19, 25:21, 21:25, 19:25, 14:16) raport | Pallavolo Padwa              | 767    | Dušan Petković           |
| 24.11.2022  | 20:30 | Sir Safety Susa Perugia      | 3:0 (25:17, 25:16, 25:20) raport               | Valsa Group Modena           | 3021   | Jesús Herrera Jaime      |
| 6. kolejka  |       |                              |                                                |                              |        |                          |
| 05.11.2022  | 20:30 | Gioiella Prisma Taranto      | 0:3 (16:25, 19:25, 23:25) raport               | Gas Sales Bluenergy Piacenza | 833    | Ricardo Lucarelli        |
| 06.11.2022  | 15:30 | Valsa Group Modena           | 3:0 (25:15, 25:19, 25:20) raport               | Top Volley Cisterna          | 3043   | Adis Lagumdzija          |
| 06.11.2022  | 18:00 | Cucine Lube Civitanova       | 3:1 (16:25, 26:24, 25:21, 26:24) raport        | WithU Werona                 | 1800   | Gabriel Garcia Fernández |
| 06.11.2022  | 19:00 | Sir Safety Susa Perugia      | 3:0 (26:24, 25:22, 25:18) raport               | Allianz Milano               | 2831   | Kamil Rychlicki          |
| 06.11.2022  | 20:30 | Vero Volley Monza            | 0:3 (22:25, 20:25, 28:30) raport               | Itas Trentino                | 2437   | Matej Kazijski           |
| 08.12.2022  | 17:00 | Pallavolo Padwa              | 3:0 (25:16, 25:20, 25:20) raport               | Emma Villas Aubay Siena      | 2004   | Mathijs Desmet           |
| 7. kolejka  |       |                              |                                                |                              |        |                          |
| 12.11.2022  | 18:00 | Gas Sales Bluenergy Piacenza | 1:3 (21:25, 22:25, 25:22, 22:25) raport        | Sir Safety Susa Perugia      | 3159   | Simone Giannelli         |
| 13.11.2022  | 15:30 | Pallavolo Padwa              | 1:3 (30:28, 23:25, 19:25, 18:25) raport        | Allianz Milano               | 2241   | Osniel Melgarejo         |
| 13.11.2022  | 18:00 | Itas Trentino                | 3:0 (25:17, 25:21, 25:17) raport               | Gioiella Prisma Taranto      | 2133   | Daniele Lavia            |
| 13.11.2022  | 18:00 | Top Volley Cisterna          | 3:0 (25:19, 25:19, 27:25) raport               | Cucine Lube Civitanova       | 2175   | Michele Baranowicz       |
| 13.11.2022  | 18:00 | Emma Villas Aubay Siena      | 1:3 (15:25, 25:19, 25:27, 23:25) raport        | Valsa Group Modena           | 1481   | Earvin N'Gapeth          |
| 13.11.2022  | 20:30 | WithU Werona                 | 3:0 (25:19, 25:17, 25:14) raport               | Vero Volley Monza            | 3090   | Noumory Keita            |
| 8. kolejka  |       |                              |                                                |                              |        |                          |
| 19.11.2022  | 18:00 | Vero Volley Monza            | 3:2 (21:25, 25:18, 26:28, 25:18, 15:11) raport | Top Volley Cisterna          | 1358   | Georg Grozer             |
| 20.11.2022  | 15:30 | Gioiella Prisma Taranto      | 1:3 (25:22, 23:25, 20:25, 19:25) raport        | Valsa Group Modena           | 1014   | Adis Lagumdzija          |
| 20.11.2022  | 16:30 | Sir Safety Susa Perugia      | 3:1 (22:25, 25:19, 27:25, 25:13) raport        | Itas Trentino                | 3907   | Roberto Russo            |
| 20.11.2022  | 20:30 | Allianz Milano               | 2:3 (18:25, 25:21, 25:23, 22:25, 13:15) raport | Gas Sales Bluenergy Piacenza | 2950   | Joandry Leal             |
| 21.11.2022  | 19:30 | WithU Werona                 | 3:0 (25:21, 25:17, 25:21) raport               | Pallavolo Padwa              | 1983   | Luca Spirito             |
| 21.12.2022  | 20:30 | Cucine Lube Civitanova       | 3:0 (25:23, 25:11, 25:18) raport               | Emma Villas Aubay Siena      | 1387   | Mattia Bottolo           |
| 9. kolejka  |       |                              |                                                |                              |        |                          |
| 26.11.2022  | 18:00 | Itas Trentino                | 1:3 (20:25, 25:21, 15:25, 22:25) raport        | Allianz Milano               | 2333   | Milad Ebadipur           |
| 27.11.2022  | 18:00 | Valsa Group Modena           | 3:1 (25:19, 14:25, 25:18, 25:22) raport        | WithU Werona                 | 4051   | Earvin N'Gapeth          |
| 27.11.2022  | 18:00 | Top Volley Cisterna          | 1:3 (15:25, 25:18, 20:25, 22:25) raport        | Sir Safety Susa Perugia      | 3036   | Kamil Rychlicki          |
| 27.11.2022  | 18:00 | Gas Sales Bluenergy Piacenza | 2:3 (25:21, 21:25, 25:16, 15:25, 13:15) raport | Cucine Lube Civitanova       | 3000   | Luciano De Cecco         |
| 27.11.2022  | 20:30 | Pallavolo Padwa              | 0:3 (16:25, 23:25, 21:25) raport               | Vero Volley Monza            | 1932   | Jan Zimmermann           |
| 27.11.2022  | 20:30 | Emma Villas Aubay Siena      | 1:3 (23:25, 25:23, 20:25, 22:25) raport        | Gioiella Prisma Taranto      | 1055   | Tommaso Stefani          |
| 10. kolejka |       |                              |                                                |                              |        |                          |
| 03.12.2022  | 16:00 | Sir Safety Susa Perugia      | 3:1 (25:17, 25:19, 23:25, 25:23) raport        | Gioiella Prisma Taranto      | 2592   | Kamil Rychlicki          |
| 03.12.2022  | 18:00 | Itas Trentino                | 3:0 (25:15, 25:16, 25:21) raport               | Pallavolo Padwa              | 1887   | Srećko Lisinac           |
| 04.12.2022  | 18:00 | Vero Volley Monza            | 1:3 (25:22, 22:25, 23:25, 20:25) raport        | Valsa Group Modena           | 1819   | Earvin N'Gapeth          |
| 04.12.2022  | 20:30 | Gas Sales Bluenergy Piacenza | 3:0 (25:22, 25:19, 25:23) raport               | Top Volley Cisterna          | 1637   | Ricardo Lucarelli        |
| 04.12.2022  | 20:30 | WithU Werona                 | 3:1 (20:25, 25:13, 25:20, 25:11) raport        | Emma Villas Aubay Siena      | 2476   | Maksim Sapożkow          |
| 05.12.2022  | 19:30 | Allianz Milano               | 1:3 (21:25, 25:22, 22:25, 21:25) raport        | Cucine Lube Civitanova       | 2303   | Mattia Bottolo           |
| 11. kolejka |       |                              |                                                |                              |        |                          |
| 26.10.2022  | 20:30 | Valsa Group Modena           | 1:3 (21:25, 21:25, 27:25, 20:25) raport        | Itas Trentino                | 3021   | Matej Kazijski           |
| 27.10.2022  | 20:30 | Cucine Lube Civitanova       | 1:3 (25:20, 25:27, 18:25, 19:25) raport        | Sir Safety Susa Perugia      | 2830   | Kamil Semeniuk           |
| 10.12.2022  | 17:00 | Top Volley Cisterna          | 2:3 (13:25, 25:23, 25:20, 20:25, 13:15) raport | WithU Werona                 | 1029   | Noumory Keita            |
| 11.12.2022  | 15:30 | Emma Villas Aubay Siena      | 3:1 (26:24, 22:25, 28:26, 25:21) raport        | Vero Volley Monza            | 767    | Nemanja Petrić           |
| 11.12.2022  | 18:00 | Gioiella Prisma Taranto      | 1:3 (25:23, 22:25, 22:25, 21:25) raport        | Allianz Milano               | 910    | Osniel Melgarejo         |
| 11.12.2022  | 18:00 | Pallavolo Padwa              | 1:3 (24:26, 17:25, 25:21, 20:25) raport        | Gas Sales Bluenergy Piacenza | 2129   | Joandry Leal             |
| 12. kolejka |       |                              |                                                |                              |        |                          |
| 17.12.2022  | 18:00 | Top Volley Cisterna          | 3:1 (25:21, 20:25, 25:23, 25:20) raport        | Allianz Milano               | 1006   | Petar Đirlić             |
| 17.12.2022  | 20:30 | WithU Werona                 | 1:3 (21:25, 25:23, 23:25, 23:25) raport        | Gas Sales Bluenergy Piacenza | 3910   | Joandry Leal             |
| 18.12.2022  | 15:30 | Emma Villas Aubay Siena      | 0:3 (18:25, 13:25, 17:25) raport               | Itas Trentino                | 1171   | Alessandro Michieletto   |
| 18.12.2022  | 15:30 | Vero Volley Monza            | 0:3 (19:25, 22:25, 20:25) raport               | Sir Safety Susa Perugia      | 1814   | Ołeh Płotnycki           |
| 18.12.2022  | 18:00 | Cucine Lube Civitanova       | 3:0 (25:20, 25:22, 35:33) raport               | Gioiella Prisma Taranto      | 1303   | Aleksandyr Nikołow       |
| 18.12.2022  | 19:00 | Valsa Group Modena           | 3:0 (25:23, 25:20, 25:23) raport               | Pallavolo Padwa              | 4034   | Giovanni Sanguinetti     |
| 13. kolejka |       |                              |                                                |                              |        |                          |
| 26.12.2022  | 18:00 | Itas Trentino                | 3:0 (25:13, 25:13, 25:16) raport               | WithU Werona                 | 3385   | Riccardo Sbertoli        |
| 26.12.2022  | 18:00 | Pallavolo Padwa              | 0:3 (22:25, 14:25, 17:25) raport               | Cucine Lube Civitanova       | 3960   | Luciano De Cecco         |
| 26.12.2022  | 18:00 | Gas Sales Bluenergy Piacenza | 0:3 (22:25, 19:25, 17:25) raport               | Valsa Group Modena           | 3094   | Bruno Rezende            |
| 26.12.2022  | 18:00 | Sir Safety Susa Perugia      | 3:0 (25:19, 25:17, 25:16) raport               | Emma Villas Aubay Siena      | 3704   | Sebastián Solé           |
| 26.12.2022  | 18:00 | Allianz Milano               | 1:3 (18:25, 22:25, 25:22, 22:25) raport        | Vero Volley Monza            | 2506   | Uładzisłau Dawyskiba     |
| 26.12.2022  | 18:00 | Gioiella Prisma Taranto      | 2:3 (25:13, 25:19, 24:26, 23:25, 13:15) raport | Top Volley Cisterna          | 806    | José Miguel Gutierrez    |
| 14. kolejka |       |                              |                                                |                              |        |                          |
| 07.01.2023  | 18:00 | Valsa Group Modena           | 3:0 (25:16, 25:21, 25:19) raport               | Cucine Lube Civitanova       | 4505   | Bruno Rezende            |
| 08.01.2023  | 15:30 | Emma Villas Aubay Siena      | 0:3 (15:25, 22:25, 15:25) raport               | Allianz Milano               | 872    | Osniel Melgarejo         |
| 08.01.2023  | 15:30 | Itas Trentino                | 1:3 (22:25, 25:19, 19:25, 21:25) raport        | Gas Sales Bluenergy Piacenza | 3000   | Yuri Romanò              |
| 08.01.2023  | 18:00 | WithU Werona                 | 0:3 (17:25, 17:25, 16:25) raport               | Sir Safety Susa Perugia      | 4838   | Wilfredo León            |
| 08.01.2023  | 18:00 | Pallavolo Padwa              | 3:2 (17:25, 19:25, 25:21, 25:20, 15:12) raport | Top Volley Cisterna          | 1652   | Asparuch Asparuchow      |
| 08.01.2023  | 20:30 | Vero Volley Monza            | 3:1 (25:23, 22:25, 27:25, 30:28) raport        | Gioiella Prisma Taranto      | 1074   | Arthur Szwarc            |
| 15. kolejka |       |                              |                                                |                              |        |                          |
| 14.01.2023  | 18:00 | Gioiella Prisma Taranto      | 3:0 (25:22, 25:22, 25:20) raport               | WithU Werona                 | 571    | Oleg Antonow             |
| 15.01.2023  | 15:30 | Cucine Lube Civitanova       | 1:3 (25:22, 33:35, 20:25, 14:25) raport        | Vero Volley Monza            | 2346   | Stephen Maar             |
| 15.01.2023  | 18:00 | Sir Safety Susa Perugia      | 3:0 (25:22, 25:21, 25:21) raport               | Pallavolo Padwa              | 2940   | Roberto Russo            |
| 15.01.2023  | 18:00 | Allianz Milano               | 3:1 (23:25, 30:28, 25:18, 25:21) raport        | Valsa Group Modena           | 2778   | Yūki Ishikawa            |
| 15.01.2023  | 20:30 | Gas Sales Bluenergy Piacenza | 1:3 (22:25, 25:17, 24:26, 31:33) raport        | Emma Villas Aubay Siena      | 2185   | Giulio Pinali            |
| 15.01.2023  | 20:30 | Top Volley Cisterna          | 3:2 (25:21, 25:22, 24:26, 35:37, 15:13) raport | Itas Trentino                |        | Petar Ðirlić             |
| 16. kolejka |       |                              |                                                |                              |        |                          |
| 21.01.2023  | 18:00 | Cucine Lube Civitanova       | 1:3 (19:25, 25:22, 19:25, 18:25) raport        | Itas Trentino                | 2778   | Matej Kazijski           |
| 21.01.2023  | 18:00 | Vero Volley Monza            | 3:1 (22:25, 27:25, 25:20, 25:15) raport        | Gas Sales Bluenergy Piacenza | 2252   | Stephen Maar             |
| 22.01.2023  | 15:30 | WithU Werona                 | 3:0 (25:23, 27:25, 25:21) raport               | Allianz Milano               | 3409   | Noumory Keita            |
| 22.01.2023  | 15:30 | Emma Villas Aubay Siena      | 3:1 (22:25, 25:19, 25:22, 25:18) raport        | Top Volley Cisterna          | 915    | Maarten van Garderen     |
| 22.01.2023  | 18:00 | Pallavolo Padwa              | 3:0 (25:21, 25:21, 25:20) raport               | Gioiella Prisma Taranto      | 3094   | Ran Takahashi            |
| 22.01.2023  | 18:00 | Valsa Group Modena           | 1:3 (25:23, 23:25, 16:25, 18:25) raport        | Sir Safety Susa Perugia      | 4628   | Wilfredo León            |
| 17. kolejka |       |                              |                                                |                              |        |                          |
| 28.01.2023  | 16:00 | Allianz Milano               | 0:3 (19:25, 23:25, 21:25) raport               | Sir Safety Susa Perugia      | 8035   | Wilfredo León            |
| 29.01.2023  | 15:30 | Emma Villas Aubay Siena      | 3:2 (21:25, 21:25, 25:14, 25:14, 15:13) raport | Pallavolo Padwa              | 1234   | Maarten van Garderen     |
| 29.01.2023  | 15:30 | Gas Sales Bluenergy Piacenza | 3:2 (29:27, 25:21, 20:25, 23:25, 15:9) raport  | Gioiella Prisma Taranto      | 1761   | Roberlandy Simón Aties   |
| 29.01.2023  | 18:00 | Itas Trentino                | 3:0 (25:15, 25:18, 30:28) raport               | Vero Volley Monza            | 2212   | Daniele Lavia            |
| 29.01.2023  | 18:00 | WithU Werona                 | 3:2 (25:22, 25:22, 20:25, 20:25, 15:12) raport | Cucine Lube Civitanova       | 4438   | Noumory Keita            |
| 29.01.2023  | 20:45 | Top Volley Cisterna          | 1:3 (22:25, 23:25, 25:20, 23:25) raport        | Valsa Group Modena           |        | Adis Lagumdzija          |
| 18. kolejka |       |                              |                                                |                              |        |                          |
| 04.02.2023  | 18:00 | Sir Safety Susa Perugia      | 3:1 (22:25, 25:22, 25:21, 25:17) raport        | Gas Sales Bluenergy Piacenza | 3004   | Ołeh Płotnycki           |
| 04.02.2023  | 20:30 | Valsa Group Modena           | 3:1 (34:32, 25:12, 20:25, 28:26) raport        | Emma Villas Aubay Siena      |        | Dragan Stanković         |
| 05.02.2023  | 15:30 | Gioiella Prisma Taranto      | 0:3 (24:26, 26:28, 22:25) raport               | Itas Trentino                |        | Matej Kazijski           |
| 05.02.2023  | 16:00 | Vero Volley Monza            | 1:3 (24:26, 20:25, 25:14, 21:25) raport        | WithU Werona                 | 1438   | Rok Možič                |
| 05.02.2023  | 17:00 | Allianz Milano               | 3:1 (25:18, 23:25, 25:20, 25:19) raport        | Pallavolo Padwa              | 2218   | Jean Patry               |
| 05.02.2023  | 18:00 | Cucine Lube Civitanova       | 3:1 (20:25, 25:18, 25:23, 27:25) raport        | Top Volley Cisterna          | 2043   | Marlon Yant Herrera      |
| 19. kolejka |       |                              |                                                |                              |        |                          |
| 11.02.2023  | 18:00 | Top Volley Cisterna          | 1:3 (25:20, 23:25, 23:25, 22:25) raport        | Vero Volley Monza            | 1104   | Arthur Szwarc            |
| 12.02.2023  | 15:30 | Gas Sales Bluenergy Piacenza | 3:1 (27:25, 25:18, 18:25, 25:19) raport        | Allianz Milano               | 2118   | Yuri Romanò              |
| 12.02.2023  | 15:30 | Pallavolo Padwa              | 2:3 (21:25, 22:25, 25:20, 29:27, 17:19) raport | WithU Werona                 | 2857   | Luca Spirito             |
| 12.02.2023  | 18:00 | Valsa Group Modena           | 3:1 (25:22, 25:16, 20:25, 25:18) raport        | Gioiella Prisma Taranto      | 3416   | Tommaso Rinaldi          |
| 12.02.2023  | 18:30 | Itas Trentino                | 2:3 (25:19, 18:25, 22:25, 25:23, 11:15) raport | Sir Safety Susa Perugia      | 4150   | Jesús Herrera Jaime      |
| 25.02.2023  | 20:00 | Emma Villas Aubay Siena      | 0:3 (21:25, 18:25, 23:25) raport               | Cucine Lube Civitanova       | 1510   | Ivan Zaytsev             |
| 20. kolejka |       |                              |                                                |                              |        |                          |
| 18.02.2023  | 18:00 | Gioiella Prisma Taranto      | 3:2 (25:15, 23:25, 25:22, 23:25, 15:10) raport | Emma Villas Aubay Siena      |        | Oleg Antonow             |
| 19.02.2023  | 15:30 | Sir Safety Susa Perugia      | 3:0 (25:23, 25:18, 25:22) raport               | Top Volley Cisterna          | 2739   | Ołeh Płotnycki           |
| 19.02.2023  | 18:00 | Vero Volley Monza            | 2:3 (24:26, 25:17, 25:17, 20:25, 13:15) raport | Pallavolo Padwa              | 1234   | Marco Volpato            |
| 19.02.2023  | 18:00 | WithU Werona                 | 3:2 (25:19, 28:26, 19:25, 20:25, 15:10) raport | Valsa Group Modena           | 4446   | Luca Spirito             |
| 19.02.2023  | 18:00 | Cucine Lube Civitanova       | 3:2 (18:25, 22:25, 25:23, 25:23, 15:13) raport | Gas Sales Bluenergy Piacenza | 2786   | Aleksandyr Nikołow       |
| 19.02.2023  | 20:30 | Allianz Milano               | 2:3 (25:22, 26:24, 23:25, 24:26, 8:15) raport  | Itas Trentino                | 5011   | Alessandro Michieletto   |
| 21. kolejka |       |                              |                                                |                              |        |                          |
| 04.03.2023  | 18:00 | Cucine Lube Civitanova       | 3:0 (25:22, 25:15, 25:12) raport               | Allianz Milano               | 1931   | Mattia Bottolo           |
| 04.03.2023  | 18:00 | Top Volley Cisterna          | 3:0 (25:18, 25:18, 25:20) raport               | Gas Sales Bluenergy Piacenza | 1636   | Efe Bayram               |
| 05.03.2023  | 18:00 | Gioiella Prisma Taranto      | 0:3 (22:25, 19:25, 19:25) raport               | Sir Safety Susa Perugia      | 3101   | Simone Giannelli         |
| 05.03.2023  | 18:00 | Pallavolo Padwa              | 1:3 (27:25, 22:25, 21:25, 27:29) raport        | Itas Trentino                | 4150   | Matej Kazijski           |
| 05.03.2023  | 18:00 | Valsa Group Modena           | 2:3 (23:25, 18:25, 30:28, 25:18, 16:18) raport | Vero Volley Monza            | 3367   | Stephen Maar             |
| 05.03.2023  | 20:30 | Emma Villas Aubay Siena      | 0:3 (21:25, 20:25, 19:25) raport               | WithU Werona                 | 1158   | Maksim Sapożkow          |
| 22. kolejka |       |                              |                                                |                              |        |                          |
| 11.03.2023  | 18:00 | WithU Werona                 | 3:1 (25:22, 25:20, 21:25, 25:20) raport        | Top Volley Cisterna          | 3960   | Rok Možič                |
| 12.03.2023  | 18:00 | Itas Trentino                | 3:0 (25:18, 25:20, 25:22) raport               | Valsa Group Modena           | 3520   | Riccardo Sbertoli        |
| 12.03.2023  | 18:00 | Sir Safety Susa Perugia      | 3:0 (25:16, 25:19, 25:20) raport               | Cucine Lube Civitanova       | 3910   | Jesús Herrera Jaime      |
| 12.03.2023  | 18:00 | Allianz Milano               | 3:0 (25:21, 26:24, 25:18) raport               | Gioiella Prisma Taranto      | 2303   | Agustín Loser            |
| 12.03.2023  | 18:00 | Vero Volley Monza            | 3:0 (25:19, 25:22, 25:22) raport               | Emma Villas Aubay Siena      | 1908   | Jan Zimmermann           |
| 12.03.2023  | 18:00 | Gas Sales Bluenergy Piacenza | 3:1 (25:15, 18:25, 25:21, 25:20) raport        | Pallavolo Padwa              | 2152   | Yuri Romanò              |

### Tabela
| Lp. | Drużyna                      | Pkt | Mecze | Mecze | Mecze | Rodzaj wyniku | Rodzaj wyniku | Rodzaj wyniku | Rodzaj wyniku | Rodzaj wyniku | Rodzaj wyniku | Sety | Sety | Sety  | Małe punkty | Małe punkty | Małe punkty |
| Lp. | Drużyna                      | Pkt | M     | W     | P     | 3:0           | 3:1           | 3:2           | 2:3           | 1:3           | 0:3           | wyg. | prz. | stos. | zdob.       | str.        | stos.       |
| --- | ---------------------------- | --- | ----- | ----- | ----- | ------------- | ------------- | ------------- | ------------- | ------------- | ------------- | ---- | ---- | ----- | ----------- | ----------- | ----------- |
| 1   | Sir Safety Conad Perugia     | 65  | 22    | 22    | 0     | 12            | 9             | 1             | 0             | 0             | 0             | 66   | 11   | 6     | 1878        | 1550        | 1.21        |
| 2   | Itas Trentino                | 44  | 22    | 14    | 8     | 8             | 4             | 2             | 4             | 4             | 0             | 54   | 32   | 1.69  | 2029        | 1813        | 1.12        |
| 3   | Valsa Group Modena           | 40  | 22    | 12    | 10    | 4             | 8             | 0             | 4             | 3             | 3             | 47   | 38   | 1.24  | 1921        | 1905        | 1.01        |
| 4   | Cucine Lube Civitanova       | 38  | 22    | 13    | 9     | 7             | 3             | 3             | 2             | 3             | 4             | 46   | 36   | 1.28  | 1838        | 1817        | 1.01        |
| 5   | WithU Werona                 | 37  | 22    | 14    | 8     | 5             | 3             | 6             | 1             | 3             | 4             | 47   | 39   | 1.21  | 1918        | 1882        | 1.02        |
| 6   | Gas Sales Bluenergy Piacenza | 34  | 22    | 11    | 11    | 3             | 6             | 2             | 3             | 6             | 2             | 45   | 43   | 1.05  | 1998        | 1961        | 1.02        |
| 7   | Vero Volley Monza            | 33  | 22    | 11    | 11    | 3             | 6             | 2             | 2             | 3             | 6             | 40   | 43   | 0.93  | 1892        | 1897        | 1           |
| 8   | Allianz Milano               | 30  | 22    | 10    | 12    | 3             | 5             | 2             | 2             | 4             | 6             | 38   | 45   | 0.84  | 1885        | 1884        | 1           |
| 9   | Top Volley Cisterna          | 26  | 22    | 8     | 14    | 4             | 2             | 2             | 4             | 7             | 3             | 39   | 48   | 0.81  | 1950        | 1985        | 0.98        |
| 10  | Pallavolo Padwa              | 18  | 22    | 7     | 15    | 2             | 0             | 5             | 2             | 7             | 6             | 32   | 55   | 0.58  | 1819        | 2007        | 0.91        |
| 11  | Gioiella Prisma Taranto      | 16  | 22    | 5     | 17    | 2             | 1             | 2             | 3             | 5             | 9             | 26   | 56   | 0.46  | 1802        | 1912        | 0.94        |
| 12  | Emma Villas Aubay Siena      | 15  | 22    | 5     | 17    | 0             | 4             | 1             | 1             | 6             | 10            | 23   | 57   | 0.4   | 1668        | 1925        | 0.87        |

Źródło: http://www.legavolley.it (wł.)
Punktacja: 3:0 i 3:1 – 3 pkt; 3:2 – 2 pkt; 2:3 – 1 pkt; 1:3 i 0:3 – 0 pkt
Zasady ustalania kolejności: 1. liczba punktów; 2. liczba zwycięstw; 3. stosunek setów; 4. stosunek małych punktów; 5. bilans w bezpośrednich meczach
     awans do ćwierfinału
     mecze o 5 miejsce
     spadek do Serie A2

## Faza play-off

### Drabinka
|  |              |                              |              |                              |              |              |              |   |   |               |                        |           |           |           |           |                              |                    |                    |                    |                    |                    |                    |       |       |       |
|  | Ćwierćfinały | Ćwierćfinały                 | Ćwierćfinały | Ćwierćfinały                 | Ćwierćfinały | Ćwierćfinały | Ćwierćfinały |   |   | Półfinały     | Półfinały              | Półfinały | Półfinały | Półfinały | Półfinały | Półfinały                    |                    |                    | Finał              | Finał              | Finał              | Finał              | Finał | Finał | Finał |
|  | Ćwierćfinały | Ćwierćfinały                 | Ćwierćfinały | Ćwierćfinały                 | Ćwierćfinały | Ćwierćfinały | Ćwierćfinały |   |   | Półfinały     | Półfinały              | Półfinały | Półfinały | Półfinały | Półfinały | Półfinały                    |                    |                    | Finał              | Finał              | Finał              | Finał              | Finał | Finał | Finał |
|  |              |                              |              |                              |              |              |              |   |   |               |                        |           |           |           |           |                              |                    |                    |                    |                    |                    |                    |       |       |       |
|  |              |                              |              |                              |              |              |              |   |   |               |                        |           |           |           |           |                              |                    |                    |                    |                    |                    |                    |       |       |       |
|  | 1            | Sir Safety Conad Perugia     | 3            | 2                            | 3            | 2            | 1            |   |   |               |                        |           |           |           |           |                              |                    |                    |                    |                    |                    |                    |       |       |       |
|  | 1            | Sir Safety Conad Perugia     | 3            | 2                            | 3            | 2            | 1            |   |   |               |                        |           |           |           |           |                              |                    |                    |                    |                    |                    |                    |       |       |       |
|  | 8            | Allianz Milano               | 0            | 3                            | 1            | 3            | 3            |   |   |               |                        |           |           |           |           |                              |                    |                    |                    |                    |                    |                    |       |       |       |
|  | 8            | Allianz Milano               | 0            | 3                            | 1            | 3            | 3            |   |   | 4             | Cucine Lube Civitanova | 3         | 2         | 0         | 3         | 3                            |                    |                    |                    |                    |                    |                    |       |       |       |
|  |              |                              |              |                              |              |              |              |   |   | 4             | Cucine Lube Civitanova | 3         | 2         | 0         | 3         | 3                            |                    |                    |                    |                    |                    |                    |       |       |       |
|  |              |                              | 8            | Allianz Milano               | 0            | 3            | 3            | 2 | 1 |               |                        |           |           |           |           |                              |                    |                    |                    |                    |                    |                    |       |       |       |
|  | 4            | Cucine Lube Civitanova       | 8            | Allianz Milano               | 0            | 3            | 3            | 2 | 1 | 0             | 2                      | 3         | 3         | 3         |           |                              |                    |                    |                    |                    |                    |                    |       |       |       |
|  | 4            | Cucine Lube Civitanova       |              |                              |              |              |              |   |   |               |                        | 3         | 3         | 3         |           |                              |                    |                    |                    |                    |                    |                    |       |       |       |
|  | 5            | WithU Werona                 | 3            | 3                            | 0            | 1            | 0            |   |   |               |                        |           |           |           |           |                              |                    |                    |                    |                    |                    |                    |       |       |       |
|  | 5            | WithU Werona                 | 3            | 3                            | 0            | 1            | 0            |   |   | 2             | Itas Trentino          | 3         | 2         | 3         | 1         | 3                            |                    |                    |                    |                    |                    |                    |       |       |       |
|  |              |                              |              |                              |              |              |              |   |   |               |                        |           |           |           |           |                              |                    |                    |                    |                    |                    |                    |       |       |       |
|  |              |                              | 4            | Cucine Lube Civitanova       | 1            | 3            | 0            | 3 | 0 |               |                        |           |           |           |           |                              |                    |                    |                    |                    |                    |                    |       |       |       |
|  | 2            | Itas Trentino                | 4            | Cucine Lube Civitanova       | 1            | 3            | 0            | 3 | 0 | 3             | 1                      | 3         | 3         |           |           |                              |                    |                    |                    |                    |                    |                    |       |       |       |
|  | 2            | Itas Trentino                |              |                              |              |              |              |   |   |               |                        | 3         | 3         |           |           |                              |                    |                    |                    |                    |                    |                    |       |       |       |
|  | 7            | Vero Volley Monza            | 2            | 3                            | 1            | 0            |              |   |   |               |                        |           |           |           |           |                              |                    |                    |                    |                    |                    |                    |       |       |       |
|  | 7            | Vero Volley Monza            | 2            | 3                            | 1            | 0            |              |   | 2 | Itas Trentino | 3                      | 3         | 0         | 0         | 3         | Mecze o 3. miejsce           | Mecze o 3. miejsce | Mecze o 3. miejsce | Mecze o 3. miejsce | Mecze o 3. miejsce | Mecze o 3. miejsce | Mecze o 3. miejsce |       |       |       |
|  |              |                              |              |                              |              |              |              |   | 2 | Itas Trentino | 3                      | 3         | 0         | 0         | 3         | Mecze o 3. miejsce           | Mecze o 3. miejsce | Mecze o 3. miejsce | Mecze o 3. miejsce | Mecze o 3. miejsce | Mecze o 3. miejsce | Mecze o 3. miejsce |       |       |       |
|  |              |                              | 6            | Gas Sales Bluenergy Piacenza | 0            | 1            | 3            | 3 | 1 |               |                        |           |           |           |           |                              |                    |                    |                    |                    |                    |                    |       |       |       |
|  | 3            | Valsa Group Modena           | 6            | Gas Sales Bluenergy Piacenza | 0            | 1            | 3            | 3 | 1 | 3             | 3                      | 0         | 0         | 2         |           |                              |                    |                    |                    |                    |                    |                    |       |       |       |
|  | 3            | Valsa Group Modena           |              |                              |              |              |              |   |   |               |                        | 0         | 0         | 2         | 6         | Gas Sales Bluenergy Piacenza | 3                  | 3                  | 3                  |                    |                    |                    |       |       |       |
|  | 6            | Gas Sales Bluenergy Piacenza | 2            | 2                            | 3            | 3            | 3            |   |   |               |                        |           |           |           | 6         | Gas Sales Bluenergy Piacenza | 3                  | 3                  | 3                  |                    |                    |                    |       |       |       |
|  | 6            | Gas Sales Bluenergy Piacenza | 2            | 2                            | 3            | 3            | 3            |   |   | 8             | Allianz Milano         | 0         | 0         | 0         |           |                              |                    |                    |                    |                    |                    |                    |       |       |       |
|  |              |                              |              |                              |              |              |              |   |   | 8             | Allianz Milano         | 0         | 0         | 0         |           |                              |                    |                    |                    |                    |                    |                    |       |       |       |

### Ćwierćfinały
(do 3 zwycięstw)
| Data                         | Godz.                        | Gospodarz                    | Rezultat                                       | Gość                             | Widzów                           | MVP                              |
| ---------------------------- | ---------------------------- | ---------------------------- | ---------------------------------------------- | -------------------------------- | -------------------------------- | -------------------------------- |
| Sir Safety Conad Perugia (1) | Sir Safety Conad Perugia (1) | Sir Safety Conad Perugia (1) | 2 – 3                                          | (8) Allianz Milano               | (8) Allianz Milano               | (8) Allianz Milano               |
| 18.03.2023                   | 18:00                        | Sir Safety Conad Perugia     | 3:0 (25:22, 25:15, 25:18) raport               | Allianz Milano                   | 2509                             | Flávio Gualberto                 |
| 22.03.2023                   | 20:30                        | Allianz Milano               | 3:2 (27:25, 25:21, 21:25, 18:25, 15:13) raport | Sir Safety Conad Perugia         | 2892                             | Osniel Melgarejo                 |
| 26.03.2023                   | 17:00                        | Sir Safety Conad Perugia     | 3:1 (22:25, 30:28, 25:18, 25:20) raport        | Allianz Milano                   | 3245                             | Ołeh Płotnycki                   |
| 02.04.2023                   | 18:00                        | Allianz Milano               | 3:2 (25:15, 19:25, 19:25, 28:26, 15:13) raport | Sir Safety Conad Perugia         | 4696                             | Osniel Melgarejo                 |
| 10.04.2023                   | 18:00                        | Sir Safety Conad Perugia     | 1:3 (25:18, 21:25, 27:29, 23:25) raport        | Allianz Milano                   | 3709                             | Yūki Ishikawa                    |
| Cucine Lube Civitanova (4)   | Cucine Lube Civitanova (4)   | Cucine Lube Civitanova (4)   | 3 – 2                                          | (5) WithU Werona                 | (5) WithU Werona                 | (5) WithU Werona                 |
| 19.03.2023                   | 18:00                        | Cucine Lube Civitanova       | 0:3 (24:26, 29:31, 24:26) raport               | WithU Werona                     | 1843                             | Noumory Keita                    |
| 22.03.2023                   | 20:30                        | WithU Werona                 | 3:2 (24:26, 25:20, 20:25, 25:23, 15:11) raport | Cucine Lube Civitanova           | 4123                             | Aleks Grozdanow                  |
| 26.03.2023                   | 18:00                        | Cucine Lube Civitanova       | 3:0 (25:17, 25:22, 28:26) raport               | WithU Werona                     | 2636                             | Aleksandyr Nikołow               |
| 01.04.2023                   | 20:30                        | WithU Werona                 | 1:3 (25:20, 23:25, 26:28, 24:26) raport        | Cucine Lube Civitanova           | 5200                             | Aleksandyr Nikołow               |
| 08.04.2023                   | 18:00                        | Cucine Lube Civitanova       | 3:0 (25:19, 25:23, 25:23) raport               | WithU Werona                     | 4278                             | Marlon Yant Herrera              |
| Itas Trentino (2)            | Itas Trentino (2)            | Itas Trentino (2)            | 3 – 1                                          | (7) Vero Volley Monza            | (7) Vero Volley Monza            | (7) Vero Volley Monza            |
| 19.03.2023                   | 18:00                        | Itas Trentino                | 3:2 (25:16, 25:21, 13:25, 18:25, 15:13) raport | Vero Volley Monza                | 2448                             | Riccardo Sbertoli                |
| 22.03.2023                   | 20:30                        | Vero Volley Monza            | 3:1 (25:21, 25:16, 23:25, 25:18) raport        | Itas Trentino                    | 2116                             | Fernando Kreling                 |
| 25.03.2023                   | 20:30                        | Itas Trentino                | 3:1 (22:25, 25:18, 25:19, 25:19) raport        | Vero Volley Monza                | 2083                             | Matej Kazijski                   |
| 02.04.2023                   | 20:30                        | Vero Volley Monza            | 0:3 (22:25, 20:25, 19:25) raport               | Itas Trentino                    | 3930                             | Alessandro Michieletto           |
| Valsa Group Modena (3)       | Valsa Group Modena (3)       | Valsa Group Modena (3)       | 2 – 3                                          | (6) Gas Sales Bluenergy Piacenza | (6) Gas Sales Bluenergy Piacenza | (6) Gas Sales Bluenergy Piacenza |
| 19.03.2023                   | 18:00                        | Valsa Group Modena           | 3:2 (25:19, 23:25, 25:19, 20:25, 15:11) raport | Gas Sales Bluenergy Piacenza     | 3045                             | Bruno Rezende                    |
| 22.03.2023                   | 20:30                        | Gas Sales Bluenergy Piacenza | 2:3 (25:19, 21:25, 25:22, 21:25, 13:15) raport | Valsa Group Modena               | 1716                             | Earvin N’Gapeth                  |
| 26.03.2023                   | 17:00                        | Valsa Group Modena           | 0:3 (21:25, 22:25, 23:25) raport               | Gas Sales Bluenergy Piacenza     | 3588                             | Antoine Brizard                  |
| 02.04.2023                   | 18:00                        | Gas Sales Bluenergy Piacenza | 3:0 (25:20, 25:21, 25:20) raport               | Valsa Group Modena               | 2535                             | Antoine Brizard                  |
| 10.04.2023                   | 18:00                        | Valsa Group Modena           | 2:3 (25:19, 25:17, 20:25, 21:25, 12:15) raport | Gas Sales Bluenergy Piacenza     | 4796                             | Ricardo Lucarelli                |

### Półfinały
(do 3 zwycięstw)
| Data                       | Godz.                      | Gospodarz                    | Rezultat                                      | Gość                             | Widzów                           | MVP                              |
| -------------------------- | -------------------------- | ---------------------------- | --------------------------------------------- | -------------------------------- | -------------------------------- | -------------------------------- |
| Cucine Lube Civitanova (4) | Cucine Lube Civitanova (4) | Cucine Lube Civitanova (4)   | 3 – 2                                         | (8) Allianz Milano               | (8) Allianz Milano               | (8) Allianz Milano               |
| 13.04.2023                 | 20:30                      | Cucine Lube Civitanova       | 3:0 (25:17, 25:22, 25:17) raport              | Allianz Milano                   | 2964                             | Fabio Balaso                     |
| 16.04.2023                 | 18:00                      | Allianz Milano               | 3:2 (25:18, 20:25, 25:21, 21:25, 15:9) raport | Cucine Lube Civitanova           | 5446                             | Yūki Ishikawa                    |
| 19.04.2023                 | 20:30                      | Cucine Lube Civitanova       | 0:3 (23:25, 18:25, 24:26) raport              | Allianz Milano                   | 3931                             | Agustín Loser                    |
| 22.04.2023                 | 18:00                      | Allianz Milano               | 2:3 (25:23, 25:18, 19:25, 22:25, 7:15) raport | Cucine Lube Civitanova           | 5296                             | Marlon Yant Herrera              |
| 25.04.2023                 | 18:00                      | Cucine Lube Civitanova       | 3:1 (27:25, 25:22, 23:25, 27:25) raport       | Allianz Milano                   | 3983                             | Aleksandyr Nikołow               |
| Itas Trentino (2)          | Itas Trentino (2)          | Itas Trentino (2)            | 3 – 2                                         | (6) Gas Sales Bluenergy Piacenza | (6) Gas Sales Bluenergy Piacenza | (6) Gas Sales Bluenergy Piacenza |
| 13.04.2023                 | 20:30                      | Itas Trentino                | 3:0 (25:23, 25:22, 25:18) raport              | Gas Sales Bluenergy Piacenza     | 2354                             | Daniele Lavia                    |
| 16.04.2023                 | 18:00                      | Gas Sales Bluenergy Piacenza | 1:3 (19:25, 22:25, 25:20, 20:25) raport       | Itas Trentino                    | 3441                             | Riccardo Sbertoli                |
| 19.04.2023                 | 20:30                      | Itas Trentino                | 0:3 (23:25, 22:25, 20:25) raport              | Gas Sales Bluenergy Piacenza     | 3507                             | Ricardo Lucarelli                |
| 22.04.2023                 | 18:00                      | Gas Sales Bluenergy Piacenza | 3:0 (25:21, 25:23, 25:23) raport              | Itas Trentino                    | 2947                             | Yuri Romanò                      |
| 25.04.2023                 | 18:00                      | Itas Trentino                | 3:1 (18:25, 25:20, 25:17, 25:19) raport       | Gas Sales Bluenergy Piacenza     | 3588                             | Alessandro Michieletto           |

### Mecz o 3 miejsce
(do 3 zwycięstw)
| Data                             | Godz.                            | Gospodarz                        | Rezultat                         | Gość                         | Widzów             | MVP                |
| -------------------------------- | -------------------------------- | -------------------------------- | -------------------------------- | ---------------------------- | ------------------ | ------------------ |
| Gas Sales Bluenergy Piacenza (6) | Gas Sales Bluenergy Piacenza (6) | Gas Sales Bluenergy Piacenza (6) | 3 – 0                            | (8) Allianz Milano           | (8) Allianz Milano | (8) Allianz Milano |
| 30.04.2023                       | 18:00                            | Gas Sales Bluenergy Piacenza     | 3:0 (25:17, 25:16, 25:22) raport | Allianz Milano               | 1822               | Yuri Romanò        |
| 03.05.2023                       | 20:30                            | Allianz Milano                   | 0:3 (24:26, 19:25, 23:25) raport | Gas Sales Bluenergy Piacenza | 2124               | Joandry Leal       |
| 06.05.2023                       | 18:00                            | Gas Sales Bluenergy Piacenza     | 3:0 (25:19, 28:26, 25:21) raport | Allianz Milano               | 1964               | Ricardo Lucarelli  |

### Finał
(do 3 zwycięstw)
| Data              | Godz.             | Gospodarz              | Rezultat                                       | Gość                       | Widzów                     | MVP                        |
| ----------------- | ----------------- | ---------------------- | ---------------------------------------------- | -------------------------- | -------------------------- | -------------------------- |
| Itas Trentino (2) | Itas Trentino (2) | Itas Trentino (2)      | 3 – 2                                          | (4) Cucine Lube Civitanova | (4) Cucine Lube Civitanova | (4) Cucine Lube Civitanova |
| 01.05.2023        | 18:15             | Itas Trentino          | 3:1 (25:23, 23:25, 25:23, 25:17) raport        | Cucine Lube Civitanova     | 4000                       | Matej Kazijski             |
| 04.05.2023        | 20:30             | Cucine Lube Civitanova | 3:2 (25:21, 25:15, 19:25, 23:25, 17:15) raport | Itas Trentino              | 4026                       | Barthélémy Chinenyeze      |
| 07.05.2023        | 18:00             | Itas Trentino          | 3:0 (25:17, 25:20, 25:16) raport               | Cucine Lube Civitanova     | 4254                       | Matej Kazijski             |
| 12.05.2023        | 20:30             | Cucine Lube Civitanova | 3:1 (25:18, 27:25, 20:25, 25:16) raport        | Itas Trentino              | 4389                       | Marlon Yant Herrera        |
| 17.05.2023        | 20:30             | Itas Trentino          | 3:0 (25:20, 25:20, 25:19) raport               | Cucine Lube Civitanova     | 4000                       | Matej Kazijski             |

## Transfery[5]
| Cucine Lube Civitanova | Cucine Lube Civitanova |
| Przychodzą | Odchodzą |
| --- | --- |
| - Aleksandyr Nikołow (California State University, Long Beach) - Isac Santos (Sada Cruzeiro Vôlei) - Barthélémy Chinenyeze (Allianz Milano) - Mattia Bottolo (Pallavolo Padwa) - Mattia Gottardo (Pallavolo Padwa) - Francesco D’Amico (Agnelli Tipiesse Bergamo) | - Roberlandy Simón Aties (Gas Sales Bluenergy Piacenza) - Ricardo Lucarelli (Gas Sales Bluenergy Piacenza) - Rok Jerončič (Saturnia Acicastello) - Osmany Juantorena (Shanghai Golden Age) - Jiří Kovář (Panathinaikos Ateny) - Andrea Marchisio (BCC Castellana Grotte) |

| Sir Safety Susa Perugia | Sir Safety Susa Perugia |
| Przychodzą | Odchodzą |
| --- | --- |
| - Kamil Semeniuk (Grupa Azoty ZAKSA Kędzierzyn-Koźle) - Flávio Gualberto (Tonno Callipo Calabria Vibo Valentia) - Gregor Ropret (Cambrai Volley) - Jesús Herrera Jaime (Chaumont VB 52) - Julio César Cardenas (Tourcoing LM) | - Matthew Anderson (szuka klubu) - Thijs ter Horst (Suwon KEPCO Vixtorm) - Kristers Dardzans (szuka klubu) - Dragan Travica (Olympiakos Pireus) - Fabio Ricci (Emma Villas Aubay Siena) |

| Itas Trentino | Itas Trentino |
| Przychodzą | Odchodzą |
| --- | --- |
| - Donovan Džavoronok (Vero Volley Monza) - Gabriele Nelli (Tonno Callipo Calabria Vibo Valentia) - Gabriele Laurenzano (Gioiella Prisma Taranto) - Domenico Pace (Kemas Lamipel Santa Croce) - Niccolò Depalma (UniTrento) - Martin Berger (Sport Team Südtirol Bolzano) | - Julian Zenger (Pallavolo Padwa) - Giulio Pinali (Emma Villas Aubay Siena) - Daniele Albergati (Shedirpharma Massa Lubrense) - Lorenzo Sperotto (Conad Reggio Emilia) - Carlo De Angelis (Tinet Prata di Pordenone) |

| Valsa Group Modena | Valsa Group Modena |
| Przychodzą | Odchodzą |
| --- | --- |
| - Adis Lagumdzija (Gas Sales Bluenergy Piacenza) - Tobias Krick (Top Volley Cisterna) - Lorenzo Pope (Eastside Hawks VC) - Tommaso Rinaldi (Top Volley Cisterna) - Elia Bossi (Top Volley Cisterna) | - Joandry Leal (Gas Sales Bluenergy Piacenza) - Nimir Abdel-Aziz (Halkbank Ankara) - Maarten Van Garderen (Emma Villas Aubay Siena) - Swan N’Gapeth (Emma Villas Aubay Siena) - Daniele Mazzone (Emma Villas Aubay Siena) |
| w trakcie sezonu | |
| - Nicolas Maréchal (od 08.10.2022) (Tours VB) - Tomas Rousseaux (od 30.01.2023) (GKS Katowice) | |

| Gas Sales Bluenergy Piacenza | Gas Sales Bluenergy Piacenza |
| Przychodzą | Odchodzą |
| --- | --- |
| - Joandry Leal (Valsa Group Modena) - Ricardo Lucarelli (Cucine Lube Civitanova) - Roberlandy Simón Aties (Cucine Lube Civitanova) - Roamy Alonso (Chaumont VB 52) - Luka Basic (Montpellier HSC VB) - Freek de Weijer (AOP Kifissias) - Yuri Romanò (Allianz Milano) - Fabrizio Gironi (Gioiella Prisma Taranto) - Nicolò Hoffer (Cave Del Sole Lagonegro) | - Aaron Russell (JT Thunders) - Maxwell Holt (Beijing BAIC Motor) - Adis Lagumdzija (Valsa Group Modena) - Tonček Štern (Olympiakos Pireus) - Thibault Rossard (Asseco Resovia Rzeszów) - Pierre Pujol (BBTS Bielsko-Biała) - Oleg Antonow (Gioiella Prisma Taranto) - Damiano Catania (Top Volley Cisterna) - Alessandro Tondo (Tonno Callipo Calabria Vibo Valentia) |

| Allianz Milano | Allianz Milano |
| Przychodzą | Odchodzą |
| --- | --- |
| - Osniel Melgarejo (Chaumont VB 52) - Milad Ebadipur (PGE Skra Bełchatów) - Agustín Loser (Tourcoing LM) - Klistan Lawrence (California State University, Long Beach) - Marco Vitelli (Pallavolo Padwa) - Federico Bonacchi (Gamma Chimica Brugherio) - Luca Colombo (Gamma Chimica Brugherio) | - Thomas Jaeschke (Beijing BAIC Motor) - Barthélémy Chinenyeze (Cucine Lube Civitanova) - Jovan Djokic (Chênois Genève VB) - Yuri Romanò (Gas Sales Bluenergy Piacenza) - Leandro Mosca (WithU Werona) - Matteo Staforini (Top Volley Cisterna) - Nicola Daldello (zakończenie kariery) - Matteo Maiocchi (Kemas Lamipel Santa Croce) |

| Vero Volley Monza | Vero Volley Monza |
| Przychodzą | Odchodzą |
| --- | --- |
| - Fernando Kreling (Sada Cruzeiro Vôlei) - Stephen Maar (Top Volley Cisterna) - Arthur Szwarc (Top Volley Cisterna) - Petar Višić (HAOK Mladost Zagrzeb) - Luka Marttila (Hurrikaani-Loimaa) - Gabriele Di Martino (Gioiella Prisma Taranto) - Matteo Pirazzoli (Consar RCM Rawenna) | - Donovan Džavoronok (Itas Trentino) - Aleks Grozdanow (WithU Werona) - Denis Karjagin (Grupa Azoty ZAKSA Kędzierzyn-Koźle) - Milan Katić (szuka klubu) - Santiago Orduna (Tonno Callipo Calabria Vibo Valentia) - Tomasz Calligaro (zakończenie kariery) - Marco Gaggini (WithU Werona) - Alessandro Galliani (Pool Libertas Cantù) |
| w trakcie sezonu | |
| - Jan Zimmermann (od 14.10.2022) (BBTS Bielsko-Biała) - Yosvany Hernandez Cardonell (od 10.01.2023) (Beijing BAIC Motor) | |

| Top Volley Cisterna | Top Volley Cisterna |
| Przychodzą | Odchodzą |
| --- | --- |
| - Efe Bayram (Halkbank Ankara) - Marko Sedlaček (Galatasaray Stambuł) - Denis Kaliberda (Netzhoppers KW-Bestensee) - José Miguel Guiterrez (Chaumont VB 52) - Andrea Rossi (Emma Villas Aubay Siena) - Andrea Mattei (Emma Villas Aubay Siena) - Damiano Catania (Gas Sales Bluenergy Piacenza) - Matteo Staforini (Allianz Milano) - Michael Zanni (Team Volley Portomaggiore) | - Stephen Maar (Vero Volley Monza) - Arthur Szwarc (Vero Volley Monza) - Twan Wiltenburg (Grupa Azoty ZAKSA Kędzierzyn-Koźle) - Tobias Krick (Valsa Group Modena) - Tommaso Rinaldi (Valsa Group Modena) - Elia Bossi (Valsa Group Modena) - Giacomo Raffaelli (Emma Villas Aubay Siena) - Domenico Cavaccini (Callipo Sport) - Lorenzo Giani (Consoli McDonald's Brescia) - Matteo Picchio (Pool Libertas Cantù) |

| WithU Werona | WithU Werona |
| Przychodzą | Odchodzą |
| --- | --- |
| - Aleks Grozdanow (Vero Volley Monza) - John Perrin (Szahdab Jazd) - Noumory Keita (KB Insurance Stars) - Maksim Sapożkow (Jugra Samotłor Niżniewartowsk) - Leandro Mosca (Allianz Milano) - Marco Gaggini (Vero Volley Monza) - Pietro Bonisoli (Gamma Chimica Brugherio) | - Nathan Wounembaina (Chaumont VB 52) - Asparuch Asparuchow (Pallavolo Padwa) - Jonas Aguenier (Pool Libertas Cantù) - Uroš Nikolić (Stade Poitevin Poitiers) - Anton Qafarena (szuka klubu) - Federico Bonami (Emma Villas Aubay Siena) - Francesco Donati (Shedirpharma Massa Lubrense) |
| w trakcie sezonu | |
| - Gustavo Cavalcanti (od 02.03.2023) (Long Island University Brooklyn) | - John Perrin (do 11.02.2023) (szuka klubu) |

| Gioiella Prisma Taranto | Gioiella Prisma Taranto |
| Przychodzą | Odchodzą |
| --- | --- |
| - Eric Loeppky (Pallavolo Padwa) - Charalambos Andreopulos (Panathinaikos Ateny) - Hampus Ekstrand (RIG Falköping) - Oleg Antonow (Gas Sales Bluenergy Piacenza) - Marco Rizzo (Tonno Callipo Calabria Vibo Valentia) - Giovanni Maria Gargiulo (Tonno Callipo Calabria Vibo Valentia) - Jacopo Larizza (Agnelli Tipiesse Bergamo) - Manuele Lucconi (Sistemia Aci Castello) - Francesco Cottarelli (Sistemia Aci Castello) - Francesco Pierri (Leo Shoes Casarano) | - Arshdeep Dosanjh (szuka klubu) - Gustavs Freimanis (GFC Ajaccio VB) - Luigi Randazzo (Al-Ahly) - Giulio Sabbi (szuka klubu) - Gabriele Laurenzano (Itas Trentino) - Fabrizio Gironi (Gas Sales Bluenergy Piacenza) - Gabriele Di Martino (Vero Volley Monza) - Filippo Pochini (Emma Villas Aubay Siena) |

| Pallavolo Padwa | Pallavolo Padwa |
| Przychodzą | Odchodzą |
| --- | --- |
| - Dušan Petković (Projekt Warszawa) - Julian Zenger (Itas Trentino) - Asparuch Asparuchow (WithU Werona) - Mathijs Desmet (Knack Roeselare) - Davide Gardini (BYU Cougars) - Davide Saitta (Tonno Callipo Calabria Vibo Valentia) - Matteo Lelli (TMB Monselice) | - Linus Weber (Projekt Warszawa) - Jan Zimmermann (BBTS Bielsko-Biała) - Eric Loeppky (Gioiella Prisma Taranto) - Georgi Petrow (Neftochimik Burgas) - Marco Vitelli (Allianz Milano) - Mattia Bottolo (Cucine Lube Civitanova) - Mattia Gottardo (Cucine Lube Civitanova) - Andrea Schiro (HRK Motta di Livenza) - Nicolò Bassanello (Volley Team San Donà di Piave) |

| Emma Villas Aubay Siena | Emma Villas Aubay Siena |
| Przychodzą | Odchodzą |
| --- | --- |
| - Nemanja Petrić (Biełogorje Biełgorod) - Maarten Van Garderen (Valsa Group Modena) - Swan N’Gapeth (Valsa Group Modena) - Federico Pereyra (UPCN Vóley Club) - Juan Ignacio Finoli (Agnelli Tipiesse Bergamo) - Daniele Mazzone (Valsa Group Modena) - Fabio Ricci (Sir Safety Susa Perugia) - Giulio Pinali (Itas Trentino) - Giacomo Raffaelli (Top Volley Cisterna) - Federico Bonami (WithU Werona) - Filippo Pochini (Gioiella Prisma Taranto) - Omar Biglino (HRK Motta di Livenza) | - Simone Parodi (Banca Alpi Marittime Acqua S.Bernardo Cuneo) - Andrea Rossi (Top Volley Cisterna) - Samuel Onwuelo (Maury's Com Cavi Tuscania) - Andrea Mattei (Top Volley Cisterna) - Giuseppe Ottaviani (Pool Libertas Cantù) - Rocco Panciocco (Cave Del Sole Lagonegro) - Marinfranco Agrusti (Aurispa Libellula Lecce) - Alessandro Sorgente (Maury's Com Cavi Tuscania) - Dario Iannaccone (Wow Green House Aversa) - Nicola Tupone (szuka klubu) - Filippo Ciulli (szuka klubu) |
| w trakcie sezonu | |
| - Zbigniew Bartman (od 27.01.2023) | - Swan N’Gapeth (do 13.12.2022) (Consar RCM Rawenna) |